# 沃特敦鎮區 (密歇根州土斯科拉縣)
沃特敦鎮區（英語：Watertown Township）是位於美國密歇根州土斯科拉縣的一個行政鎮區。

## 地方資料
沃特敦鎮區的面積為85.20平方千米，當中陸地面積為84.60平方千米，而水域面積為0.60平方千米。根據2020年美國人口普查的數據，當地共有人口2091人，而人口密度為每平方千米24.54人。